# Фурі

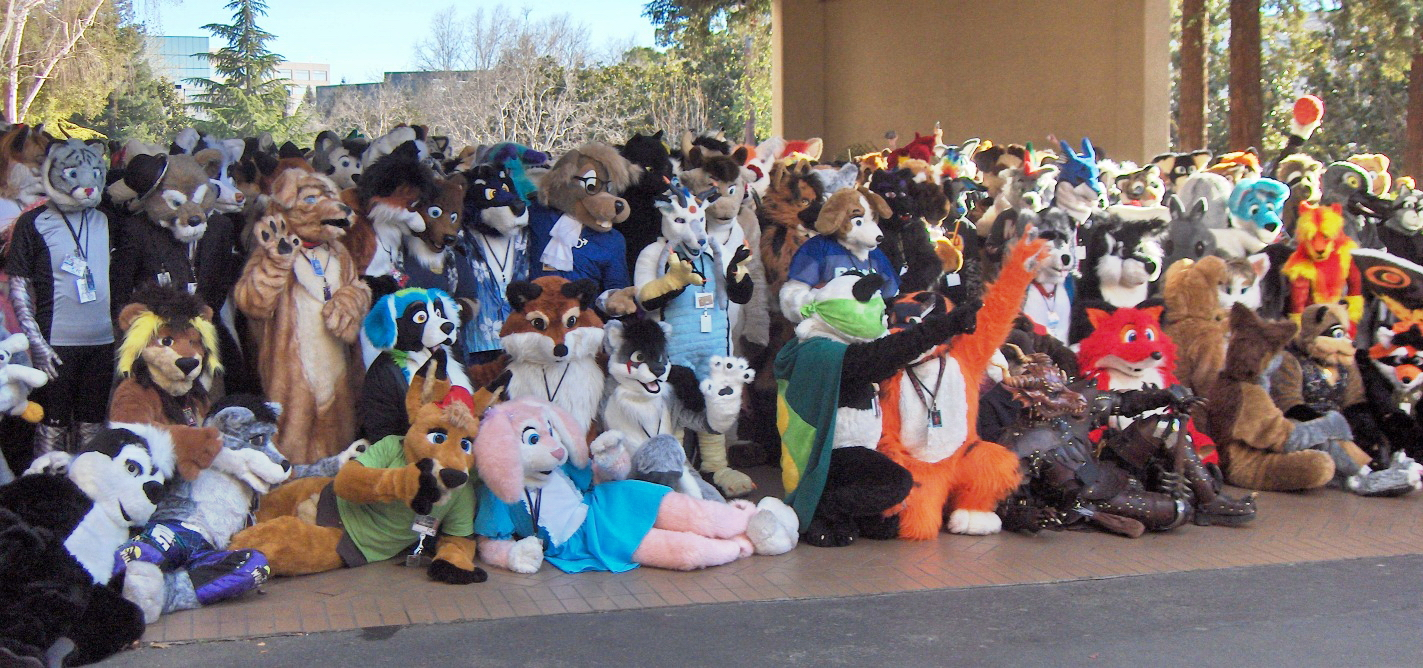
Фото під кінець параду фурс'ютів на «Further Confusion», 2007 рік.

Фу́рі (від англ. furry, «пухнастий») — це субкультура або спільнота людей, зацікавлених в антропоморфних тваринах: персонажах, які поєднують людські та тваринні риси, як-от мова, прямоходіння, здатність мислити абстрактно, носити одяг тощо. Хоча образ антропоморфної тварини трапляється в багатьох культурах, сучасна фурі-субкультура сформувалась як фанатський рух у США в 1980-х роках, а згодом поширилась глобально.
Згідно з опитуванням 2008 року Міжнародної дослідницької групи фурі (FurScience), ключовими елементами фандому більшість учасників називали фурі-арт (89 %), участь у конвенціях (79 %), літературу, фанфіки (65 %), а також онлайн-спілкування з іншими фурі (84 %). Близько 73,2 % опитаних фурі ідентифікували себе як чоловіки, приблизно 20 % — як жінки, а решта — небінарні або трансгендерні особи. Середній вік учасників фандому зазвичай коливається від 18 до 30 років, хоча трапляються як підлітки, так і старші учасники.
Фурі-фандом часто характеризується як «інтенсивне хобі» або навіть спосіб життя, у межах якого люди активно самовиражаються через мистецтво, костюми, рольові ігри, спілкування та участь у подіях.

## Історія субкультури

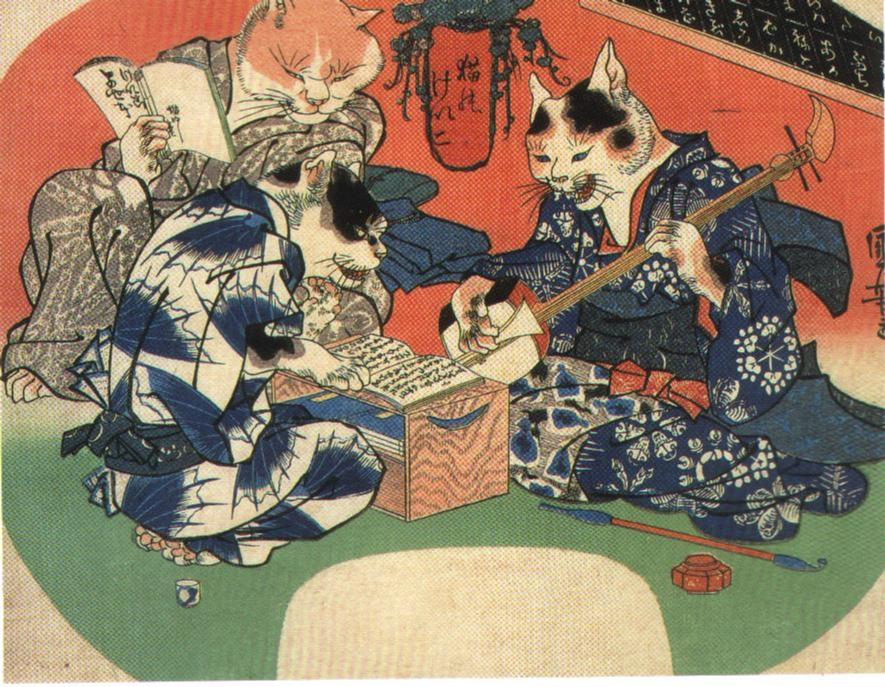
Дресирування кішок Утаґави Кунійосі, опубліковано в 1841 році.

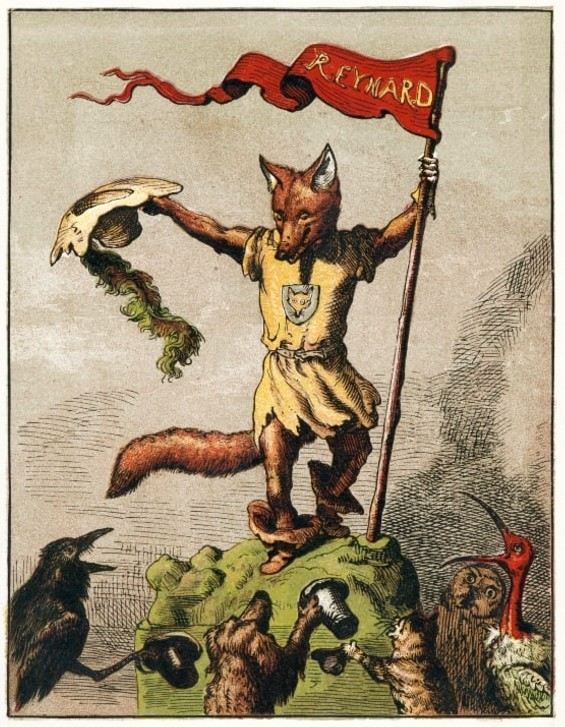
Ілюстрація до «Роману про Лиса»

Перші антропоморфні зображення тварин зустрічаються ще з часів палеоліту, і пов'язуються зокрема з розвитком практик полювання. Можливо, прадавні мисливці створювали їх для формування певних зв'язків зі здобиччю, для кращого розуміння їх рухів.
Антропоморфні образи тварин притаманні численним давнім культурам. Наприклад, у давньоєгипетській міфології боги Анубіс і Бастет зображувалися з людським тілом та головами тварин (шакала й кішки відповідно). У духовному фольклорі корінних американських народів трапляються тварини-трикстери (наприклад, Койот чи Ворон) з людськими рисами. В індуїзмі бог Ґанеша має людське тіло та голову слона. Подібні мотиви широко присутні і в народних казках та байках: наприклад, стародавні збірки «Панчатантра» (Індія) чи давньогрецькі байки Езопа містять оповідання про розумних тварин, що говорять і поводяться як люди. Зазвичай такі сюжети використовувалися для передачі моральних повчань і символізації певних властивостей людини.

### Формування фан-спільноти (1960–1980-ті роки)
Сучасний рух фурі зародився в 1960-х роках і, можливо, пов'язаний саме з культурою коміксів в США. Персонажами коміксів часто ставали різні людиноподібні істоти та чарівні тварини. Особливої уваги слід надати «андерґраундним коміксам», які містили відвертий контент або важливі соціальні теми. У 1966 році на екранах демонструють «Білий лев Кімба», де підіймаються питання співіснування людей та тварин, мультфільм завойовує свою аудиторію. У 1976 році була створена Асоціація аматорської преси (APA) Vootie, яка створювала соціальний контент із тваринами та розсилала його в різні друковані ЗМІ. Значна кількість їх робіт містила відверті зображення сексу; вони швидко сформували групу прихильників, які поширювали їхні роботи та створювали власні.
Вперше термін «фурі» (від англ. furry, «пухнастий») використали в 1980 році на конвенції фанатів наукової фантастики під час обговорення стилю комікса Albedo Anthropomorphics. Це призвело до формування прихильників такого стилю зображення тварин, які згодом почали об'єднуватися в групи.
Протягом 1980-х років, фурі почали публікувати фензини (аматорські видання), де публікували тематичні матеріали; згодом навколо цих журналів починають організовувати зустрічі. У січні 1989 році була проведена перша фурі-конвенція ConFurence Zero в Каліфорнії. В 90-х інтернет стає доступнішим для простого населення, тому фурі починають використовувати його для соціалізації та поширення тематичних матеріалів.

## Роль інтернету (1990–зараз)

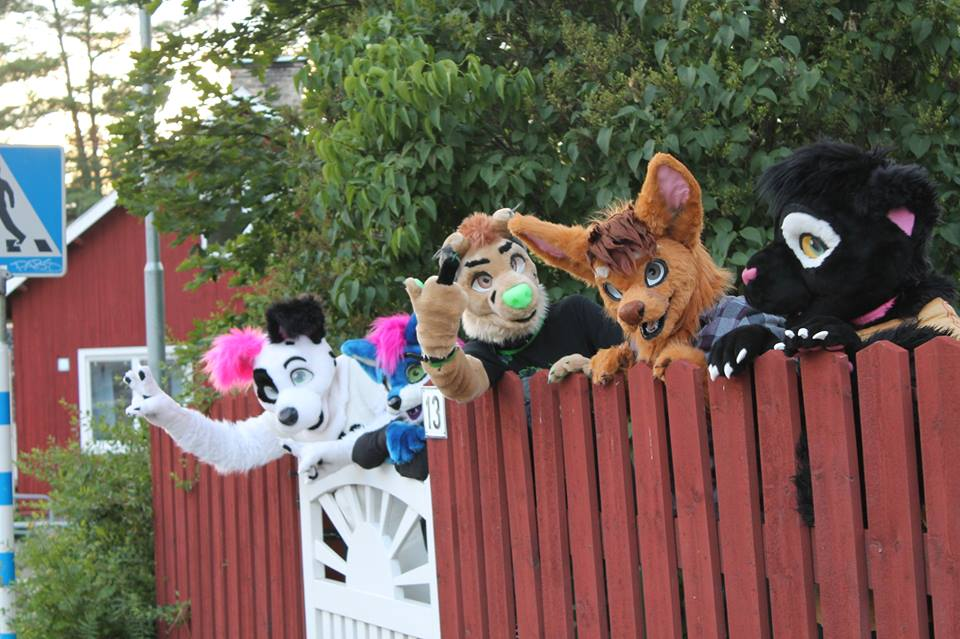
Фурс'ютери десь у Стокгольмі.

З появою Інтернету фанати отримали нові можливості для спілкування. Ще в листопаді 1990 року було створено групу новин alt.fan.furry, де любителі антропоморфних тварин обмінювалися інформацією. Поширення отримали BBS-форуми, чат-сервіси та віртуальні середовища , що поєднували прихильників зі всього світу. Наприкінці 1990-х – на початку 2000-х з’явилися спеціалізовані вебсайти та форуми для фурі: наприклад, новинний портал FurNation і форум YiffNation. У результаті до кінця 1990-х утворилася розвинена глобальна спільнота. У 2000-х з’явилися й масові онлайнові платформи. Зокрема, з початку 2005 року працює сайт Fur Affinity, що став одним із найбільших інтернет-хабів фанів: на ньому зареєстровані десятки тисяч активних користувачів, які обмінюються артом і коміксами про антропоморфних тварин. Таким чином, Інтернет дав можливість швидко розширити аудиторію фандому, залучити нових учасників з різних країн і організувати міжнародне спілкування.
У 2010-ті фурі-фандом продовжив еволюцію разом із розвитком соціальних мереж і технологій. Спільноти фурі активні на платформах Facebook, Twitter, Instagram, Tumblr, TikTok, YouTube, Twitch тощо. Багато художників і косплеєрів (фурс'ютери) демонструють свої роботи та костюми через відеоблоги й стріми. З’явилися віртуальні світи й VR-чати (наприклад, VRChat), де учасники спілкуються через аватари у вигляді антропоморфних персонажів. Також поширені месенджери й групові чати (Discord, Telegram тощо) для координації заходів та обміну новинами. У глобальному вимірі фурі-фандом став справді міжнародним: конвенції проводяться у багатьох країнах світу, і їхня аудиторія постійно зростає. Наприклад, на найбільший щорічний захід Midwest FurFest у США у 2023 році зібралося понад 15500 учасників. Загалом, сьогодні у світі відбуваються понад 50 фурі-конвентів на рік, при цьому кількість фанатів і заходів невпинно зростає.

## Субкультура

### Мистецтво

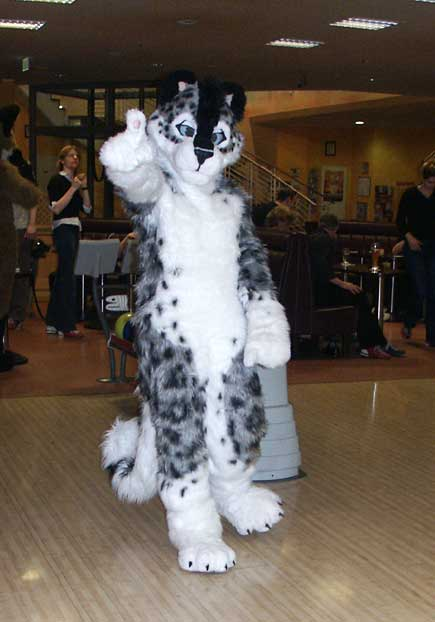
Приклад фурс'юту на повний зріст.

Однією з ключових складових фурі-фандому є образотворче мистецтво — фурі-арт, який включає малюнки, цифрову графіку, скульптуру, комікси й анімацію. Найпопулярніші сюжети — це оригінальні фурсони (персонажі, що уособлюють творця), а також зображення улюблених персонажів із масової культури або фанатські інтерпретації. Деякі митці створюють цілі графічні новели або комікси з вигаданими світами антропоморфних істот.

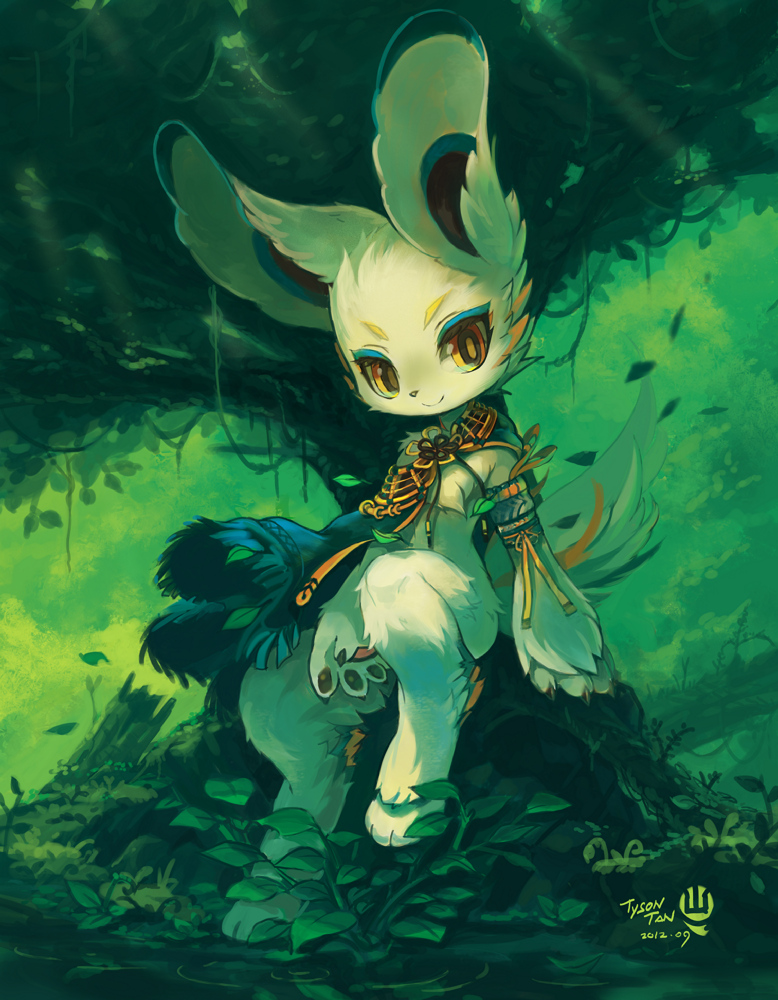
Зображення із фурі персонажем.

Фурі-арт поширюється через численні онлайн-платформи, зокрема Fur Affinity, DeviantArt, Twitter/X, Instagram та Newgrounds. Частина художників працює на замовлення, що є популярною формою фанатської економіки. Деякі фурі-арти мають комерційний успіх і продаються у вигляді принтів, наліпок, значків, футболок тощо.
Ще одним вираженням творчості є виготовлення тематичних об’єктів: м’яких іграшок, статуеток, маскотів. Найвідомішим елементом культури є костюми антропоморфних персонажів — фурс'юти. Це часто повнотілі костюми з хутра, пластику та латексу, які можуть включати складні механізми руху щелеп, електроніку (вентилятори, світлодіоди), підкладки та інші елементи. Їх виготовляють як вручну, так і під замовлення у фахових майстрів. Через високу ціну, не всі фурі мають повний костюм. Часто використовуються спрощені варіанти: лише голова, лапи й хвіст або «халфсьюти» (чи «паршиали») з додатковим одягом.
Фурс'юти зазвичай носять на тематичних заходах — фурі-конвенціях, парадах, фотосесіях і навіть у громадських місцях (як форма перформансу або маскування). Для багатьох учасників костюм — це спосіб тимчасово «стати» своїм фурсонним альтер-его, втілити його фізично.

### Рольові ігри
Фурсона (англ. fursona — від «furry» + «persona») — це вигаданий персонаж, який уособлює фурі-учасника. Фурсона може бути як просто улюбленим героєм, так і символом особистої ідентичності. Вона зазвичай має ім’я, зовнішність, вид (наприклад, вовк, лисиця, дракон), характер, історію й навіть біографію. Часто фурсону змальовують в артах, фанфіках або втілюють у вигляді фурс'юта.
Фурсони активно використовуються у рольових іграх — як текстових (форумні чи чати), так і у віртуальних світах (VRChat, Second Life, IMVU). Рольові ігри дають змогу втілити улюблені образи, експериментувати з соціальними ролями та взаємодіяти з іншими в уявному або напівреальному просторі. Частина учасників обирає фурі-образ як засіб для самовираження або втечі від реального життя, інші — як творче хобі.
Важливою частиною фурі-фандому є також соціальна взаємодія: спільноти у Discord, Telegram, форуми, тематичні сервери Minecraft або VRChat, а також участь у спільних проєктах (наприклад, малювання колективного арту, створення коміксів, організація зустрічей). Багато фурі описують фандом як «друге коло спілкування» або навіть обрану родинуі.

## Основні події та фурі-конвенції у світі
Першою конвенцією, присвяченою виключно фандому фурі, стала «ConFurence» – конвенція в Каліфорнії (США), що проводилася щорічно з 1989 по 2003 рік. Надалі виникли й інші великі «аніморфні» конвенти. Наприклад, «Anthrocon» (США) засновано 1997 року, і ця конвенція згодом кілька разів попала до «Книги рекордів Гіннеса» як найбільша у світі. У липні 2024 року на «Anthrocon» зібралося понад 17 тисяч відвідувачів. На «Anthrocon» 2024 у Піттсбурзі (США) тисячі учасників пройшли парадом вулицями міста в костюмах антропоморфних тварин (фурс'ютах). За даними організаторів, «Anthrocon» – «з 1997 року є однією з найбільших фурі-конвенцій світу». Інший приклад – «Midwest FurFest» (Чикаго), що відбувається з 2000 року. У 2022 році він зібрав 13 641 учасника, що зробило його на той час найбільшою фурі-конвенцією у світі (попереднім рекордом володів «Anthrocon»). У 2024 році «Midwest FurFest» досяг позначки близько 16 800 відвідувачів.

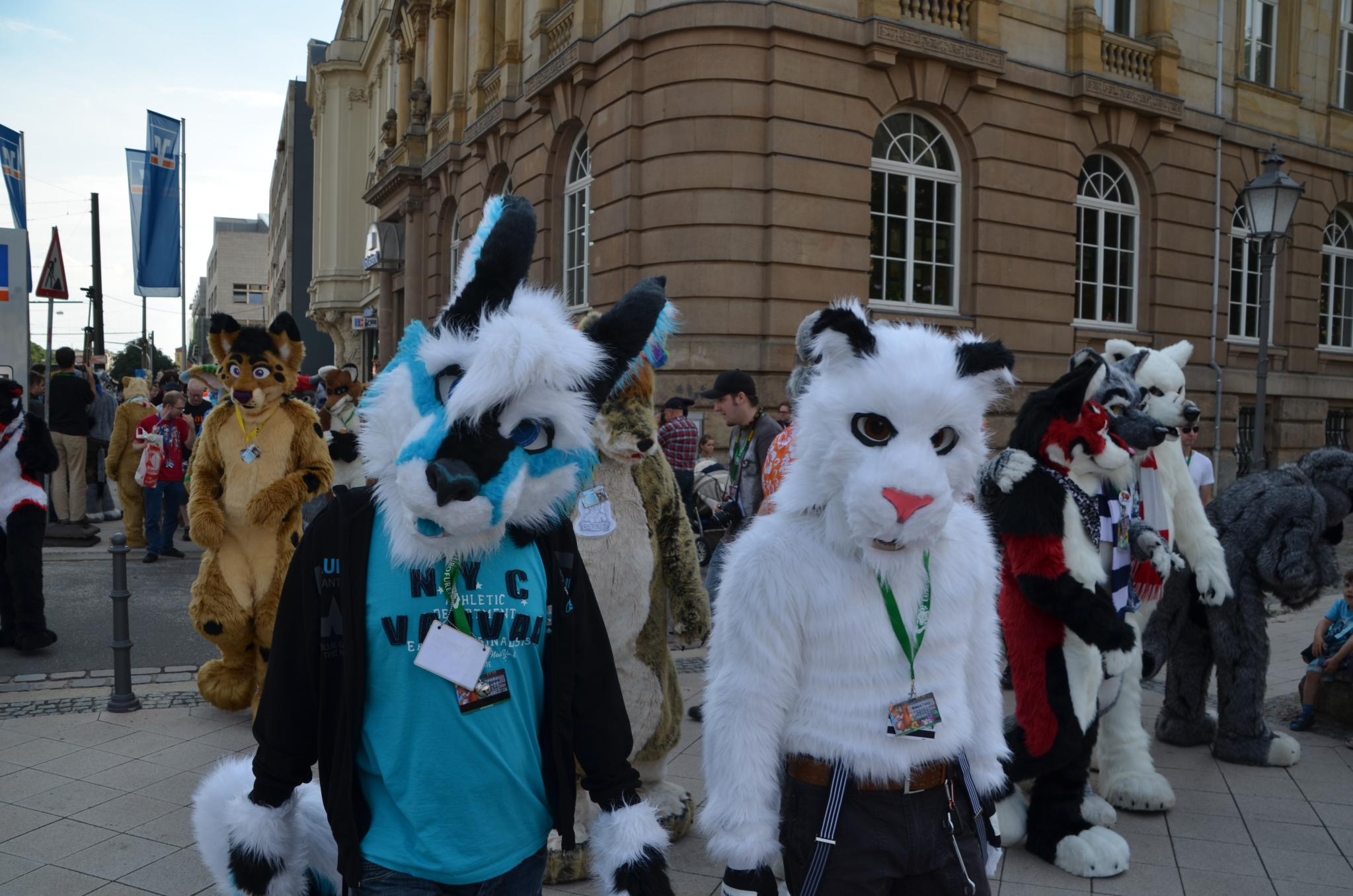
Парад фурі з нагоди «Eurofurence» 2019 у Магдебурзі.

В Європі найвідомішою є конвенція «Eurofurence» (заснована 1995 року, місце проведення – переважно Гамбург, Німеччина). Вона описується як «найбільша і найдовше існуюча» щорічна європейська зустріч фурі. Також у різних країнах відбуваються регіональні конвенти: наприклад, у Канаді – «CanFurence», «Texas Furry Fiesta» у США, «Furnal Equinox» у Торонто тощо. У деяких країнах існують невеликі локальні події. Зокрема, в Україні протягом 2000-х – початку 2010-х раз на рік проходила фанатська конвенція під назвою WUFF («Wild Ukrainian Furry Fun», раніше UA Furence, UkrFurence). За спільнотними джерелами, перша така зустріч відбулася у Львові в кінці 2005 року (11 учасників), а до середини 2010-х її відвідувало вже кілька сотень людей. Окрім формальних конвентів, в різних містах світу фурі-учасники проводять менші невимушені зустрічі (тобто furmeets).

## Соціально-психологічні аспекти фурі-фандому

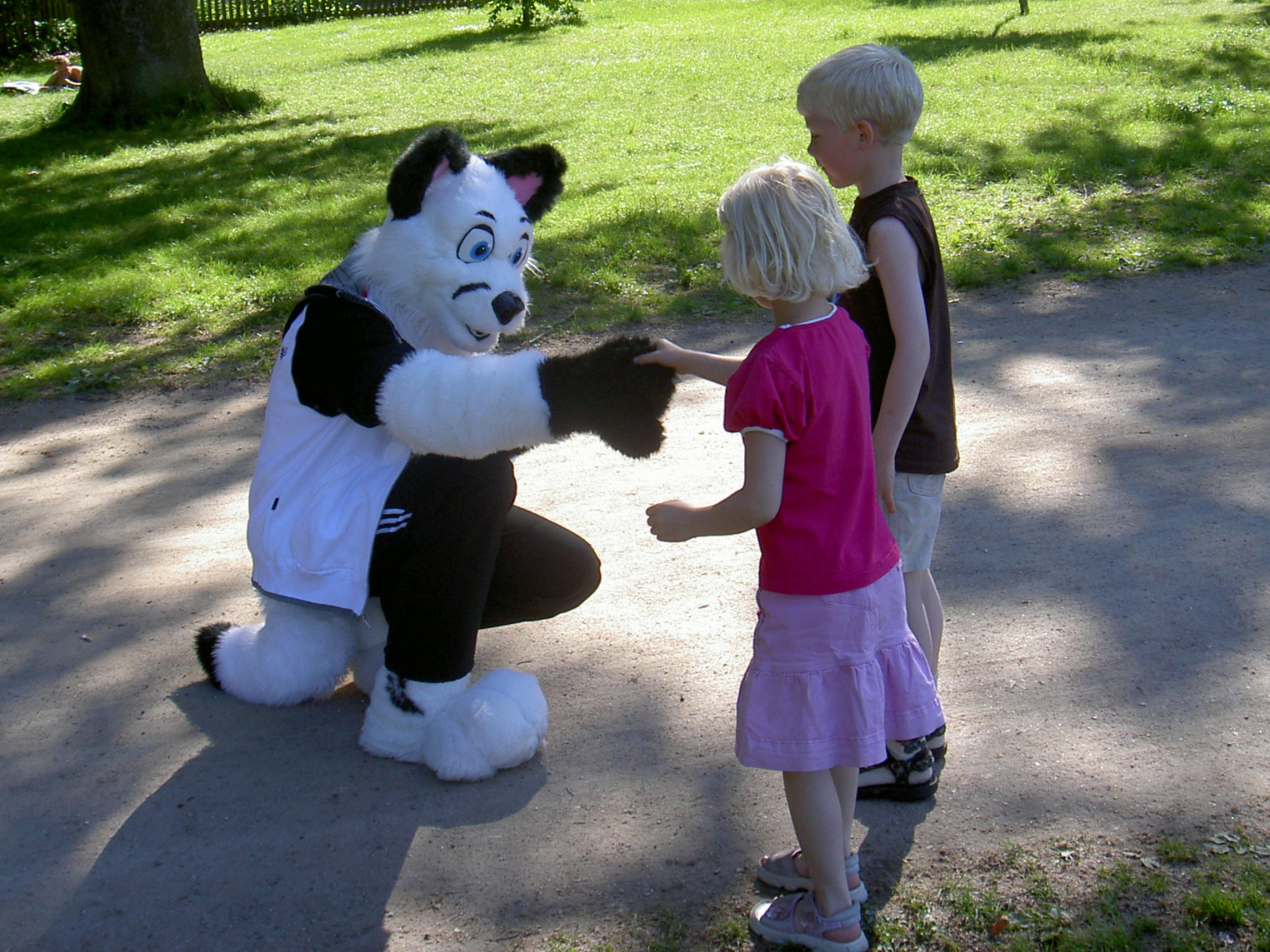
Фурс'ютер розважає дітей, центральний парк Копенгагену.

Дослідження психологічних мотивів свідчать, що важливою причиною участі у фурі-фандомі є потреба відчути приналежність до спільноти. Так, команда FurScience за результатами опитувань показала, що фурі значною мірою відчувають задоволення від належності до групи однодумців; за цим показником фурі навіть перевищують представників багатьох інших фанатських спільнот. Інші важливі мотиви – можливість креативно самовиражатися через створення персонажів (фурсону), мистецтво та костюми, а також отримувати нові враження й розваги. З огляду на мотивації учасників, фурі часто цінують «втечу»  від рутинного життя, тобто відволікання і розваги, які надає участь у конвенціях і онлайн-спільноті.
Водночас дослідження фурі підкреслюють і ризики соціальної стигматизації. Фанати фурі відчувають, що довкола їхнього захоплення побутують упередження, через що часто приховують свою участь у субкультурі (особливо в традиційних колах) і не розповідають про хобі близьким. Захисні механізми, які формуються через стигму, іноді знижують самооцінку та соціальне благополуччя фурі. Проте за результатами опитувань самі фурі рідко вважають своє захоплення лише «сексуальною забавкою» – на відміну від поширених міфів, секс у фандомі не є ключовим мотивом для переважної більшості. Дослідження FurScience з’ясували, що лише невеликий відсоток фурі твердо вважає, що вони шукають у фандомі уваги чи секс, тоді як близько 30% рішуче заперечують, що «жадають уваги».

## Популярність у ЗМІ та інтернеті
ЗМІ часто звертають увагу на фурі-фендом, але переважно через сенсаційні чи негативні сюжети. Вони часто пов’язують фурі зі специфічною сексуальністю: наприклад, один літературний огляд зазначав, що фурі зазвичай висвітлюють як «збоченців», хоча насправді їхній інтерес більше пов’язаний з ідентичністю й творчістю. Такі упередження підтримують десятилітні інтернет-меми й публікації. Одна з журналістських статей 2016 року констатувала: «Фурі часто мають погану репутацію як поверхневі секс-ентузіасти, хоча насправді ця субкультура про щиру захопленість антропоморфними образами і розвагами».
Інтернет є ключовим середовищем для фурі-комунікацій і творчості. Однією з найвідоміших платформ є сайт «FurAffinity»– велика художня спільнота для фурі. Запуск FurAffinity у 2005 році сприяв зростанню багатьох митців-фурі: сайт став «найпопулярнішим і найчастіше використовуваним фуріорієнтованим вебресурсом» з приблизно 20 мільйонами відвідувачів на місяць. Через нього фурі діляться малюнками, коміксами, оповіданнями та іншими творами. Крім того, фурі активно використовують соціальні мережі та месенджери. З появою Telegram у 2010-х багато фурі-платформ, форумів та IRC-чатів перейшли на Telegram-канали і групи (існують спеціалізовані фурі-чат-групи для обговорень, анонсів конвенцій, обміну мистецтвом тощо). Там поширюються і меми на антропоморфну тематику: співтовариства створюють гумористичні зображення та слогани про фурі-життя, що ділиться онлайн. Загалом мережеве середовище забезпечує фурі можливість легко знаходити однодумців і налагоджувати контакти, що суттєво посилює зв’язки спільноти і популярність феномену.